# Lambert I. (Löwen)

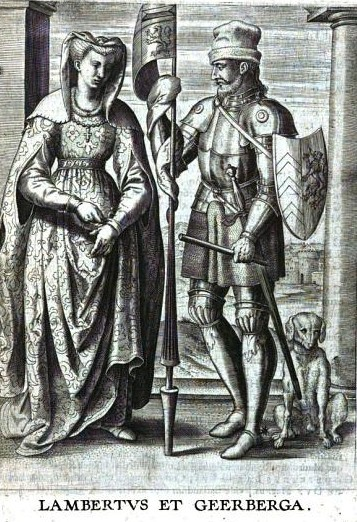

Lambert I. mit dem Barte/der Bärtige († 12. September 1015 in Florennes) aus dem Haus der Reginare war Graf von Löwen seit 994. Er war ein jüngerer Sohn des Grafen Reginar III. von Hennegau.

## Leben
Lambert heiratete um 985–990 die Karolingerin Gerberga (* wohl 975; † 27. Januar nach 1018), die älteste Tochter des Herzog Karl von Niederlothringen, der seit 987 westfränkischer Thronprätendent war und 991 von Hugo Capet gefangengesetzt und bis zu seinem Tod in Orléans eingekerkert wurde. Lambert und Gerberga sind im Kloster St. Gertrud zu Nevilles beigesetzt.
Aus dieser Ehe leiteten die Grafen von Löwen ihren Anspruch auf das Herzogtum Niederlothringen ab, den Lamberts Nachkommen ab 1106 mit Gottfried I. von Löwen auch realisieren konnten.

## Nachkommen
Lambert und Gerberga hatten mindestens vier Kinder:
- Heinrich I. der Alte († 1038 nach dem 5. August), Graf von Löwen und Brüssel 1015 bis vor 1038; ⚭ teilweise wird die Ehe mit einer Tochter des Grafen Balduin IV. von Flandern angenommen.[1]
- Lambert II. († Doornik, 19. Juni 1054), Graf von Löwen und Brüssel um 1041; ⚭ Oda von Verdun († 23. Oktober eines unbekannten Jahres nach 1047), Tochter des Herzogs Gotzelo I.
- Mathilde; ⚭ Eustach I. Graf von Boulogne († um 1049)